# Poligrafikus rejtjel
A poligrafikus helyettesítés olyan titkosírás, melyben a helyettesítést betűcsoportokon hajtják végre. Amikor ezen blokkok hossza egy adott konstans, pontosabb megnevezést használunk: például betűpárok esetén a helyettesítést bigrafikusnak (vagy digrafikusnak), betűhármasok esetén pedig trigafikusnak nevezzük.
Mint fogalom a poligrafikus helyettesítés különbözik a monoalfabetikus helyettesítéstől, amely különálló betűket helyettesít mindig ugyanolyan módon, illetve a polialfabetikus helyettesítéstől, mely különálló betűket helyettesít különböző módokon a szövegen belüli pozíciójuktól függően.
(Elméletben van némi átfedés ezen definíciók között; lehetnek olyanok, akik elképzelhetőnek tartják, hogy a Vigenère-kód egy nyolc betűs kulcsszóval elfogadható oktografikus helyettesítésnek. Gyakorlatban ez nem használható észrevétel, sokkal helyesebb ezt a kódot egy nyolc tagú monoalfabetikus helyettesítéses családnak tekinteni.)

## Speciális esetek
1563-ban Giambattista della Porta találta ki az első bigrafikus helyettesítést. A húsz betűs olasz/latin ábécét véve alapul egy hússzor húszas táblázatot töltött fel 400 egyedi jellel. Gyakorlatban azonban valószínűleg sosem használták, mivel a kódot lehetetlen volt memorizálni.
1854-ben Charles Wheatstone létrehozta a Playfair-rejtjelet, egy kulcsszó alapú szimmetrikus kézi kódolású módszert, amely betűpárokat rejtjelezett.
1901-ben Félix Delastelle bemutatta a kétnégyzet-rejtjel és a négynégyzet-rejtjel módszereket, majd az első trigrafikus módszert, melyet trifid kódolásnak neveznek.
1929-ben Lester S. Hill kifejlesztette a Hill titkosítást, mely lineáris algebrai mátrixot használt tetszőleges hosszúságú betűtömbök kódolására. Az eljárás kézi módszerrel nagyon nehezen hajtható végre a nagy tömbméretek miatt, ezért általában kódoló gépet vagy számítógépet használtak. (Ez a határ a klasszikus és a modern kriptográfia között.)

## Az általános poligrafikus helyettesítő rejtjelek kriptoanalízise
A poligrafikus rendszerek a biztonság területén jelentős javulást hoztak a monoalfabetikus helyettesítésekkel szemben. Az üzenet egy adott betűjét 52 különböző módon lehet kódolni az elhelyezkedésétől és a szomszéd betűktől függően – ami nagy előny abból a szempontból, hogy ezzel elfedhető az egyes betűk előfordulási gyakorisága.
Ezen túl előnye elsősorban abban rejlik, hogy
- a betűpárok előfordulási eloszlása sokkal laposabb, mint a különálló betűk esetében,
- a szimbólumok nagyobb száma miatt hosszabb kódolt szövegre van szükség ahhoz, hogy eredményes legyen az előfordulás analízis,
- a dekódolás csak kézzel végezhető.

A poligrafikusan kódolt szövegeket betűcsoportokon végzett gyakoriságelemzéssel lehet leginkább azonosítani annak tudatában, hogy
- a betűpárok előfordulási eloszlása sokkal ’laposabb’, mint a különálló betűk esetében,
- a betűpárok közel fele nem, vagy csak nagyon ritkán fordul elő a szövegben (feltéve ha az elég hosszú),
- a szöveg meglehetősen gyakran tartalmaz olyan ismétlődő szövegrészeket, melyek hossza a kódolt betűtömbök hosszának egész számú többszöröse, és viszonylag ritkán olyanokat, melyek nem e hossznak többszörösei.

A poligrafikus kód feltörése ugyanúgy történik, mint a monoalfabetikus helyettesítés esetén, csupán az 'ábécé' nagyobb (bigrafikus esetben 676 elemes):
- azonosítani kell a leggyakoribb betűtömböket,
- kísérletezni kell a kontrollszövegből vett gyakori betűtömbökkel való cseréjükkel,
- meg kell kísérelni gyakori szavak, kifejezések felépítését.

Természetesen, ha vizsgálatok alapján felmerül a gyanú, hogy speciális kóddal van dolgunk (mint például Playfair-rejtjel vagy Hill-kód), akkor használhatunk konkrét módszereket is.

## Fordítás
- Ez a szócikk részben vagy egészben  a   Polygraphic substitution című angol Wikipédia-szócikk fordításán alapul.  Az eredeti cikk szerkesztőit annak laptörténete sorolja fel. Ez a jelzés csupán a megfogalmazás eredetét és a szerzői jogokat jelzi, nem szolgál a cikkben szereplő információk forrásmegjelöléseként.